# Gao Ning
Gao Ning (chiń. upr. 高宁; chiń. trad. 高寧; pinyin Gāo Níng) – tenisista stołowy pochodzący z Singapuru. Doszedł do 1/16 finału Igrzysk Olimpijskich w Londynie w singlu, a w turnieju drużynowym zajął 5. miejsce. W 2007 roku wygrał Puchar Azji. Zwyciężył w India Open i Chile Open 2012.
- Miejsce w rankingu ITTF: 16 (stan na lipiec 2013)[1]

## Rekordy kariery
Singiel
- Igrzyska Olimpijskie - 1/16 finału (2012)
- Mistrzostwa świata - 1/16 finału (2007, 2003)
- Puchar świata - ćwierćfinał (2007)
- ITTF World Tour - zwycięstwo w China Open 2007 i Chile Open 2012
- Asian Games - ćwierćfinał (2010)
- Mistrzostwa Azji - 1/16 finału (2007, 2009)
- Puchar Azji - złoto (2007), srebro (2010), brąz (2008)

Debel
- Mistrzostwa świata - ćwierćfinał (2009)
- Pro Tour - zwycięstwo: India, Austrian Open 2007; Chile Open 2008; India Open 2009; Kuwait Open 2012.
- Mistrzostwa Azji - złoto (2012), półfinał (2013)

Drużyna
- Igrzyska Olimpijskie - piąte miejsce
- Mistrzostwa świata - 8. miejsce (2012)